# Де Санктис, Франческо
Франческо де Санктис (итал. Francesco de Sanctis; 28 марта 1817, Морра-Де-Санктис, Кампания, Италия — 29 декабря 1883, Неаполь) — итальянский литературный критик, философ, один из наиболее выдающихся теоретиков и специалистов итальянского языка и литературы XIX века.

## Биография
Де Санктис родился в семье небогатого землевладельца. Начал изучать право в Неаполе, но затем бросил учебу, чтобы посвятить себя литературе и философии. Изучал риторику в престижной частной школе Marchese Basilio Puoti.
Основал и до 1848 вёл частную школу по изучению итальянской грамматики, риторики, эстетики и философии.
Де Санктис приобрел репутацию авторитетного критика творчества Гомера, Вергилия, Данте, Лудовико Ариосто и Шекспира.
Во время революционных событий в 1848 году был назначен правительством Италии генеральным секретарём (министром) Департамента народного просвещения. После подавления революции и начала реакции в Италии, бежал в Козенца, однако был арестован в 1850 году и три года провёл в тюрьме в Неаполе.
Находясь в заключении, сосредоточился на изучении немецкого языка, истории средневековой немецкой поэзии, занялся переводами стихов Ф. Шиллера и Гёте, философскими трудами Розенкранца и Гегеля.
Освобожденный при условии отъезда в США, бежал на Мальту, а затем отправился в Турин, где читал лекции по творчеству Данте, в частности, его «Божественной комедии».
Репутация известного специалиста средневековой итальянской литературы способствовала его назначению в 1856 году профессором эстетики и итальянской литературы Швейцарской высшая школы в Цюрихе.
В 1860 году Де Санктис вернулся в Неаполь и был назначен министром народного просвещения, позже занимал этот пост в Королевстве Италия в 1861, 1878 и 1879. Основал журнал «l’Italia».
В 1871 году стал профессором сравнительной литературе в университете Неаполя.
Де Санктис воспитал ряд учеников, среди которых наиболее известен Бенедетто Кроче.
Один из наиболее известных трудов Франческо де Санктиса — опубликованная в двух томах в 1870—1871 гг. «История итальянской литературы», первое, по-настоящему полное и глубокое исследование итальянской литературы.
Произведения философа Де Санктиса оказали определенное влияние на эстетическую мысль второй половины XIX столетия. Кроме того, его влияние как критика в итальянской литературе остается сильным до настоящего времени.

## Избранная библиография

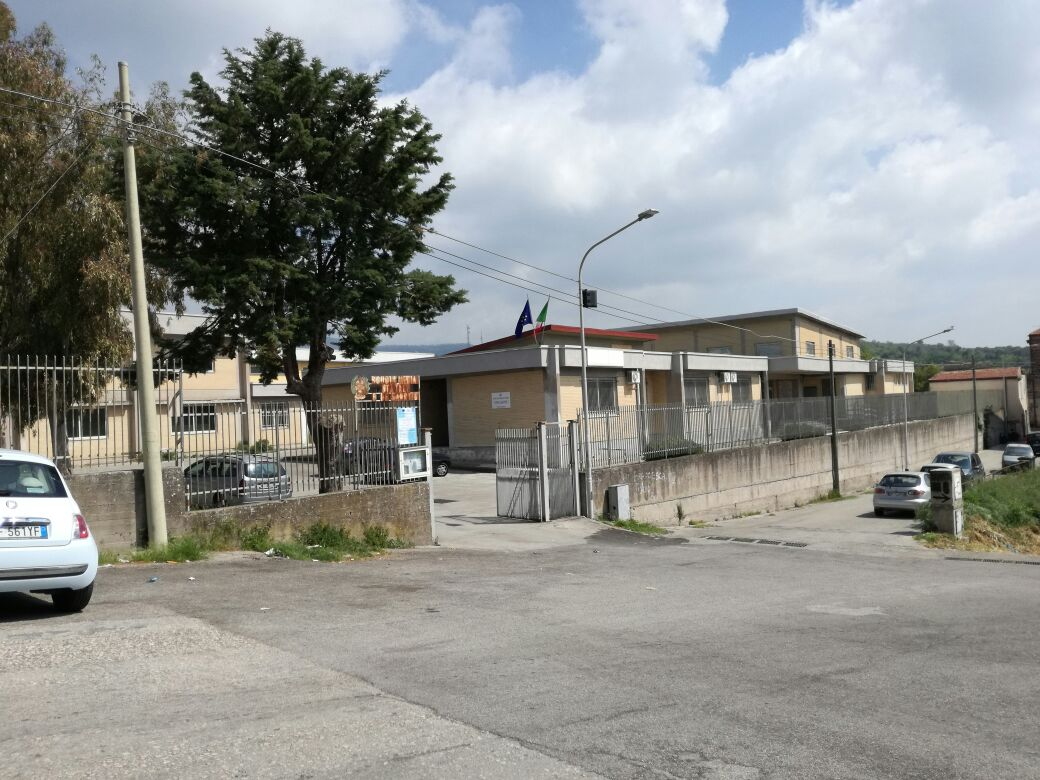
Средняя младшая школа "Ф. Де Санктис" (Сесса-Аурунка)

- Saggi critici, Rondinella, Napoli 1849
- La prigione, Benedetto, Torino 1851
- Saggi critici, Napoli, 1869
- Storia della letteratura italiana, Morano, 1870
- Un viaggio elettorale, Morano, Napoli 1876
- Studio sopra Emilio Zola, Roma, XVI 1878
- Nuovi saggi critici,, Morano, Napoli, 1879
- Zola e l’assommoir, Treves, Milano 1879
- Saggio sul Petrarca, Morano, Napoli 1883
- Studio su G.Leopardi, a cura di R. Bonari, Morano, Napoli 1885
- La giovinezza di Francesco De Sanctis, a cura di Виллари, Паскуале, Morano, Napoli 1889
- Purismo illuminismo storicismo, scritti giovanili e frammenti di scuola, lezioni, a cura di A. Marinari, 3 voll., Einaudi, Torino 1975
- La crisi del romanticismo, scritti dal carcere e primi saggi critici, a cura di M. T. Lanza, introd. di G. Nicastro, Einaudi, Torino 1972
- Lezioni e saggi su Dante, corsi torinesi, zurighesi e saggi critici, a cura di S. Romagnoli, Einaudi, Torino 1955, 1967
- Saggio critico sul Petrarca, a cura di N. Gallo, introduzione di Natalino Sapegno, Einaudi, Torino 1952
- Verso il realismo, prolusioni e lezioni zurighesi sulla poesia cavalleresca, frammenti di estetica e saggi di metodo critico, a cura di N. Borsellino, Einaudi, Torino 1965
- Storia della letteratura italiana a cura di N. Gallo, introd. di N. Sapegno, 2 voll., Einaudi, Torino 1958
  - История итальянской литературы / Пер. с итал. Под ред. Д. Е. Михальчи. С послесл. Д. Е. Михальчи и М. Ф. Овсянникова [с. 559—587]. — М.: Издательство иностранной литературы, 1963—1964. — 2 т.
- Manzoni, a c. di C. Muscetta e D. Puccini, Einaudi, Torino 1955
- La scuola cattolica-liberale e il romanticismo a Napoli, a cura di C. Muscetta e G. Candeloro, Einaudi, Torino 1953
- Mazzini e la scuola democratica, a cura degli stessi, Einaudi, Torino 1951, 1961
- Leopardi, a cura di C. Muscetta e A. Perna, Einaudi, Torino 1961
- L’arte, la scienza e la vita, nuovi saggi critici, conferenze e scritti vari, a c. di M. T. Lanza, Einaudi, Torino 1972
- Il Mezzogiorno e lo Stato unitario, scritti e discorsi politici dal 1848 al 1870, a c. di F. Ferri, Einaudi, Torino 1960
- I partiti e l’educazione della nuova Italia, a c. di N. Cortese, Einaudi, Torino 1970
- Un viaggio elettorale, seguito da discorsi biografici, dal taccuino elettorale e da scritti politici vari, a cura di N. Cortese, Einaudi, Torino 1968
- Epistolario (1836—1862) a c. di G. Ferretti, M. Mazzocchi Alemanni e G. Talamo, 4 voll. 1956-69
- Lettere a Pasquale Villari, a c. di F. Battaglia, Einaudi, Torino 1955
- Lettere politiche (1865-80) a c. di A. Croce e G. B. Gifuni, Ricciardi, Milano-Napoli 1970
- Lettere a Teresa, a cura di A. Croce, Ricciardi, Milano-Napoli 1954
- Lettere a Virginia, a cura di Benedetto Croce, Laterza, Bari 1917
- Mazzini, a cura di Vincenzo Gueglio, Genova, Fratelli Frilli, 2005. ISBN 88-7563-148-4